# Heike Beier
Heike Beier est une ancienne joueuse allemande de volley-ball née le 9 décembre 1983 à Berlin. Elle mesure 1,84 m et jouait au poste de réceptionneuse-attaquante. Elle a totalisé 216 sélections en équipe d'Allemagne. Elle a mis un terme à sa carrière de volleyeuse professionnelle en 2017.

## Clubs
| Club                   | De        | À         |
| ---------------------- | --------- | --------- |
| VC Olympia Pirna       | 1994-1995 | 1999-2000 |
| VC Olympia Berlin      | 2000-2001 | 2000-2001 |
| Dresdner SC            | 2001-2002 | 2007-2008 |
| River Volley Piacenza  | 2008-2009 | 2009-2010 |
| Leningradka            | 2010-2011 | 2010-2011 |
| River Volley Piacenza  | 2011-2011 | 2011-2011 |
| Cuatto Giaveno Volley  | 2011-2012 | 2011-2012 |
| VBC Casalmaggiore      | 2012-2013 | 2012-2013 |
| BKS Stal Bielsko-Biała | 2013-2014 | 2014-2015 |
| Budowlani Łódź         | 2015-2016 | 2016-2017 |

## Palmarès

### Équipe nationale
- Ligue européenne
  - Vainqueur: 2013.
- Championnat d'Europe
  - Finaliste : 2013.

### Clubs
- Coupe d'Allemagne
  - Vainqueur: 2002.
- Championnat d'Allemagne
  - Vainqueur : 2007.
- Coupe de Pologne
  - Finaliste : 2017.
- Championnat de Pologne
  - Finaliste : 2017.